# Gatunek politypowy
Gatunek politypowy – gatunek zróżnicowany genetycznie i geograficznie, z którego zostały wydzielone podgatunki lub populacje lokalne (demy).